# الخدمة التطوعية في الخارج

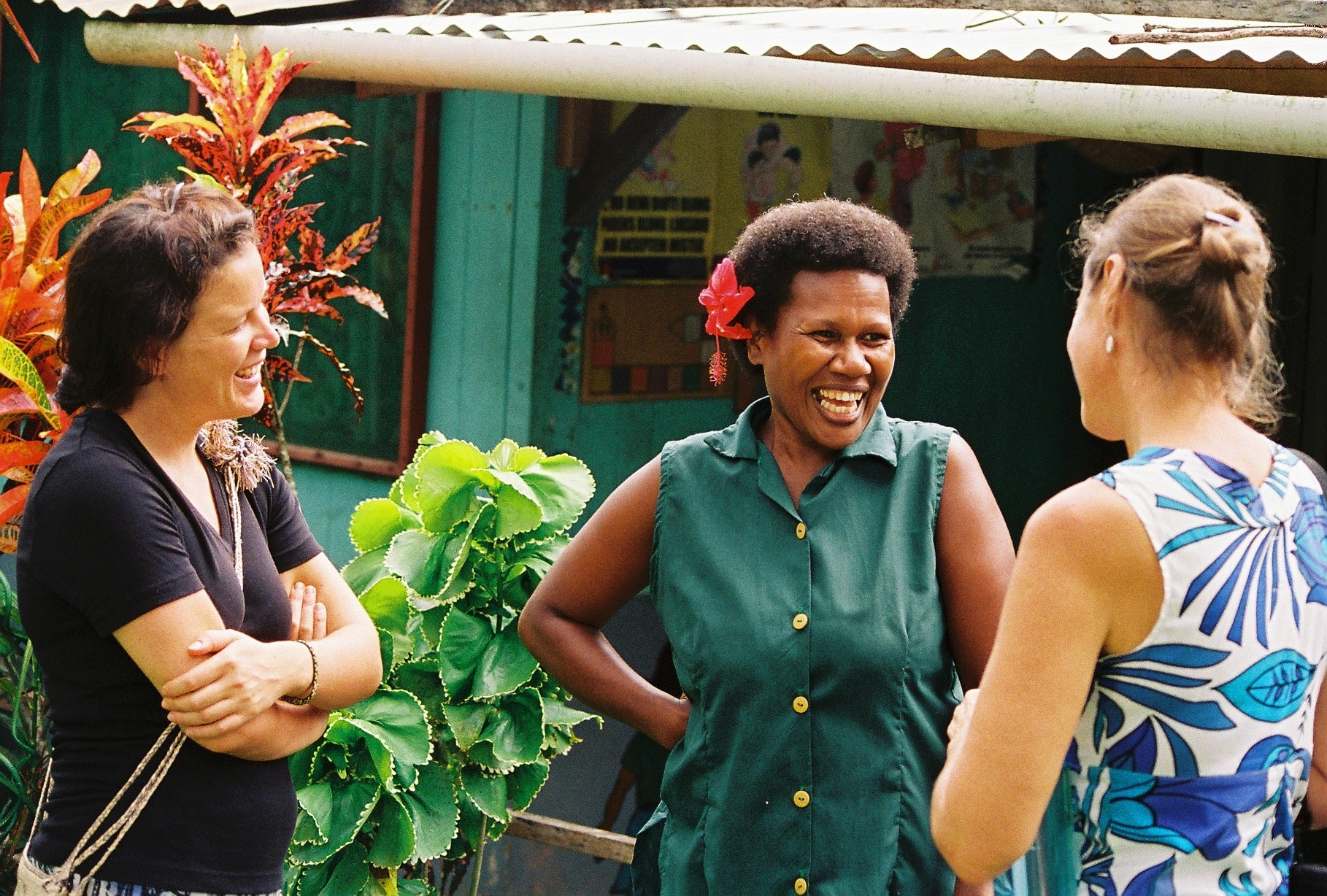

الخدمة التطوعية في الخارج (الاختصار VSA) هي وكالة تطوعية مقرها في نيوزيلندا تعمل في مجال التنمية الدولية. يشارك المتطوعون المهارات مع الناس في المحيط الهادئ الأوسع. إن عمل الخدمة التطوعية في الخارج متنوع
ويدفعه احتياجات تطوير الشركاء داخل الدولة. وتتراوح هذه المنظمات الشريكة من الوكالات الحكومية الإقليمية والمركزية  إلى المنظمات غير الحكومية المحلية أو الوطنية، الهيئات التعليمية والصحية والمدارس الفردية والكليات
والعيادات الصحية.  فهي مؤسسة خيرية مسجلة وغير دينية وسياسية وحكومية.
لدى منظمة الخدمة التطوعية في الخارج 85 - 100 متطوع  في الميدان في وقت واحد. فمنذ عام 1962، قامت بتوظيف 4000 مواطن نيوزيلاندي من مجموعة واسعة من الخلفيات من مرشدي أعمال ومحامين إلى مستشاري
تكنولوجيا المعلومات ومتعهدي السياحة البيئية. جميع مهامها تتلاءم  مع واحدة أو أكثر من مجالات التركيز الستة: بناء الأعمال المحلية، ودعم المجتمعات القوية، وحماية البيئة، وتعزيز الحوكمة والتعليم والصحة. بالإضافة إلى ذلك، تعتبر
القضايا المتعلقة بالمساواة بين الجنسين، وحقوق الإنسان والشباب أساسية في جميع أعمالنا.
تعمل المنظمة حاليا في جزر كوك، وكيريباتي، وبابوا غينيا الجديدة (بما في ذلك منطقة بوغانفيل ذاتية الحكم)، وجزر سليمان، وساموا، وتوكيلاو، وتونغا، وفانواتو في المحيط الهادئ وتيمور الشرقية في آسيا. يتم ترتيب مهام المتطوعين
في بلدان أخرى غير هذه «البرامج الأساسية» من خلال برنامج نيوزيلندا والشراكات الإقليمية.
نبذه تاريخية:
في عام 1962، بدأت منظمة الخدمة التطوعية في الخارج بإرسال متطوعي نيوزيلندا إلى تايلند وساموا، وفي فبراير 1963، أصبح إدموند هيلاري رئيسا للمنظمة بدوره الذي استمر به لمدة 13 عاما. في الستينات، درس معظم
المتطوعين في المدارس. اليوم نطاق المهام أوسع، شركاء مشروع المنظمة الذين كانوا في الغالب حكومات مضيفة، يتضمنون الآن مجموعة من الوكالات الحكومية والمنظمات غير الحكومية والمنظمات المجتمعية.
تدار برامج المنظمة من مكتب ويليتغتون، لكن مديري ومسؤولي البرنامج داخل البلد في كل منطقة يقدمون دعما ميدانيا للمتطوعين والمنظمات الشريكة.